# Löwenessender Dichter in der Steinhöhle
Die Geschichte des Shi, der Löwen isst (chinesisch 施氏食獅史, Pinyin Shīshì shí shī shǐ) ist ein berühmtes Beispiel von Zhào Yuánrèn für Homophone. Es ist in klassischem Chinesisch geschrieben und besteht aus 96 Zeichen, die alle die Lesung shi in verschiedenen Tönen im Hochchinesischen haben. Durch Veränderungen der Aussprache im Chinesischen hat sich eine hohe Anzahl von Homophonen entwickelt, sodass der Text komplett unverständlich wird, falls er ausgesprochen oder romanisiert wird.
| Chinesisch | Pinyin | Deutsch |
| --- | --- | --- |
| 《施氏食獅史》 石室詩士施氏，嗜獅，誓食十獅。 氏時時適市視獅。 十時，適十獅適市。 是時，適施氏適市。 氏視是十獅，恃矢勢，使是十獅逝世。 氏拾是十獅屍，適石室。 石室濕，氏使侍拭石室。 石室拭，氏始試食是十獅。 食時，始識是十獅，實十石獅屍。 試釋是事。 | „Shīshì shí shī shǐ“ Shíshì shīshì Shī Shì, shì shī, shì shí shí shī. Shì shíshí shì shì shì shī. Shí shí, shì shí shī shì shì. Shì shí, shì Shī Shì shì shì. Shì shì shì shí shī, shì shǐ shì, shǐ shì shí shī shìshì. Shì shí shì shí shī shī, shì shíshì. Shíshì shī, Shì shǐ shì shì shíshì. Shíshì shì, Shì shǐ shì shí shì shí shī. Shí shí, shǐ shí shì shí shī, shí shí shí shī shī. Shì shì shì shì. | Die Geschichte des Shi, der Löwen isst Steinhöhlendichter Shi, süchtig nach Löwen, schwört, zehn Löwen zu essen. Oft geht er auf den Markt, um Löwen zu sichten. Um zehn Uhr passieren gerade zehn Löwen den Markt. Zu dieser Zeit passiert auch Shi gerade den Markt. Er sieht die zehn Löwen, kraft seiner Pfeile schickt er die zehn Löwen in den Tod. Er bringt die zehn Löwenleichen zur Steinhöhle. Die Steinhöhle ist feucht. Er befiehlt seinem Diener, diese abzutrocknen. Nachdem die Steinhöhle abgetrocknet worden ist, versucht er, die zehn Löwen zu essen. Beim Essen merkt er, dass diese zehn Löwen eigentlich zehn Steinlöwenleichen sind. Versuche dies zu erklären. |

## Lesung in anderen Dialekten und Sprachen
In anderen, silbenreicheren Dialekten und Sprachen wird das Gedicht dann wieder akustisch verständlich. Von den chinesischen Dialekten ist besonders das Kantonesische zu nennen, das alte Lesungen besonders gut bewahrt hat und sich so zur Illustration der Wortunterschiede besser eignet als das Hochchinesisch. Auch die sinovietnamesischen Lesungen können hierfür herangezogen werden.

### Aussprache im Kantonesischen und Vietnamesischen
施氏食獅史
si1si6 sik6 si1 si2
thi-thị thực sư sử
石室詩士施氏，嗜獅，誓食十獅。
sek6sat1 si1si6 si1si6, si3 si1, sai3 sik6 sap6 si1.
thạch-thất thi-sĩ thi-thị, thị sư, thệ thực thập sư.
氏時時適市視獅。
si6 si4si4 sik1 si5 si6 si1.
thị thì-thì thích thị thị sư.
十時，適十獅適市。
sap6si4, sik1 sap6 si1 sik1 si5.
thập-thì, thích thập sư thích thị.
是時，適施氏適市。
si6si4, sik1 si1si6 sik1 si5.
thị-thì, thích thi-thị thích thị.
氏視是十獅，恃矢勢，使是十獅逝世。
si6 si6 si6 sap6 si1, ci5 ci2 sai3, sai2 si6 sap6 si1 sai6sai3.
thị thị thị thập sư, thị thỉ thế, sử thị thập sư thệ-thế.
氏拾是十獅屍，適石室。
si6 sap6 si6 sab6 si1si1, sik1 sek6sat1.
thị thập thị thập sư thi thích thạch-thất.
石室濕，氏使侍拭石室。
sek6sat1 sap1, si6 sai2 si6 sik1 sek6sat1.
thạch-thất thấp, thị sử thị thức thạch-thất. 
石室拭，氏始試食是十獅。
sek6sat1 sik1, si6 ci5 si3 sik6 si6 sap6 si1.
thạch thất thức, thị thuỷ thí thực thị thập sư.
食時，始識是十獅，實十石獅屍。
sik6si4, ci5 sik1 si6 sap6 si1, sat6 sap6 sek6 si1si1.
thực-thì, thuỷ-thức thị thập sư, thật thập thạch-sư-thi.
試釋是事。
si3 sik1 si6 si6. 
thí thị thị sự. 

Liste der vorkommenden Silben in der kantonesischen Lesung (in Klammern die jeweiligen vietnamesischen Lesungen):
ci2： 矢、始 (thỉ)
ci5： 恃 (thị)
sai2： 使 (sử)
sai3： 勢、世 (thế)
sai6： 誓、逝 (thệ)
sap1： 濕 (thấp)
sap6： 十、拾 (thập)
sat1： 室 (thất)
sat6： 實 (thật)
sek6： 石 (thạch)
si1： 施、詩、屍 (thi)； 獅 (sư)
si2： 史 (sử)
si3： 試 (thí)； 嗜 (thị)
si4： 時 (thì)
si5： 市 (thị)
si6： 氏、視、是、侍 (thị)； 士 (sĩ)； 事 (sự)
sik1： 適、釋 (thích)； 拭、識 (thức)
sik6： 食 (thực)
Homophongruppen:
5 Zweiergruppen (ci2, sai3, sai6, sap6, si3)
2 Vierergruppen (si1, sik1)
1 Sechsergruppe (si6)

Liste der vorkommenden Silben in der vietnamesischen Lesung (in Klammern die jeweiligen kantonesischen Lesungen): 
sĩ： 士 (si6)
sư： 獅 (si1)
sử： 使 (sai2)； 史 (si2) (letzteres kommt nur in „施氏食獅史“ vor)
sự： 事 (si6)
thạch： 石 (sek6)
thấp： 濕 (sap1)
thập： 十、拾 (sap6) (letzteres kommt nur in „氏拾是十獅屍“ vor)
thất： 室 (sat1)
thật： 實 (sat6)
thế： 勢、世 (sai3) (jeweils in den Wörtern „恃勢“ und „逝世“)
thệ： 誓、逝 sai6 (jeweils in „誓食“ und dem Wort „逝世“)
thi： 施、詩、屍 si1 (jeweils in dem Namen „施氏“ und den Wörtern „詩士“ und „獅屍“)
thí： 試 si3
thỉ： 矢 ci2
thì： 時 si4
thị： 氏 (in „施氏“ oder allein)、視 (in „視獅“)、是 (in „是時“, „是事“ und „是十獅“)、侍 si6 (nur in dem Satz „氏使侍拭石室“)； 恃 ci5 (nur in „恃勢“)； 嗜 si3 (in „嗜獅“)； 市 si5 (in „適市“)
thích： 適、釋 sik1 (letzteres nur in „試釋“)
thuỷ： 始 ci2
thức： 拭、識 sik1 (letztes nur in „始識“)
thực： 食 sik6 
Homophongruppen:
6 Zweiergruppen (sử, thập, thế, thệ, thích, thức)
1 Dreiergruppe (thi)
1 Siebenergruppe (thị)

Vor allem die Unterscheidung von 適 thích und 拭 thức im Vietnamesischen ist für das akustische Verständnis vorteilhaft, weil dadurch erst die beiden Textabschnitte 拭石室 „die Steinhöhle wischen“ und 適石室 „zur Steinhöhle gehen“ unterscheidbar werden. 

### Im Japanischen
Die Lesung im Japanischen ist wesentlich eindeutiger, da es hier für jedes Zeichen anstelle von nur vier möglichen Aussprachen vierzehn gibt: 
SHISHI SHOKU SHI SHI
SEKISHITSU SHISHI SESHI, SHI SHI, SEI SHOKU JUU SHI. SHI JIJI TEKI SHI SHI SHI. JUUJI, TEKI JUU SHI TEKI SHI. ZEJI, TEKI SESHI TEKI SHI. SHI SHI ZE JUU SHI, JI SHI SEI, SHI ZE JUU SHI SEI SE. SHI SHUU ZE JUU SHI SHI, TEKI SEKISHITSU. SEKISHITSU SHITSU, SHI SHI JI SHOKU SEKISHITSU. SEKISHITSU SHOKU, SHI SHI SHI SHOKU ZE JUU SHI. SHOKUJI, SHI SHIKI ZE JUU SHI, JITSU JUU SEKI SHI SHI. SHI SHAKU ZE JI.